# André Bucher
Pour les articles homonymes, voir André Bucher (homonymie) et Bucher.
André Bucher, né le 19 octobre 1976 à Neudorf (Lucerne), est un athlète suisse pratiquant le 800 mètres. Il est le seul athlète suisse avec le lanceur de poids Werner Günthör à avoir remporté un titre mondial ou olympique.
Après une première participation aux Jeux olympiques 1996 où il ne parvient pas à se qualifier pour la finale, il obtient une première médaille en grand championnat avec la médaille d'argent aux Championnats d'Europe d'athlétisme 1998 à Budapest.
Deux ans plus tard, alors qu'il figure parmi les favoris du 800 mètres des Jeux olympiques de Sydney, il est gêné par une bousculade et ne termine que 5e. Il parvient au sommet de sa carrière l'année suivante : il confirme son statut de favori lors des Championnats du monde d'athlétisme 2001 à Edmonton en remportant le titre et il remporte également la Golden League. Il termine également la saison en remportant le Grand Prix IAAF.
La saison suivante, à la suite d'une préparation perturbée par une blessure au pied, il ne remporte que la médaille d'argent lors des Championnats d'Europe d'athlétisme 2002 à Munich. De nouvelles blessures le gênent la saison suivante et il échoue en demi-finale aux Championnats du monde d'athlétisme 2003 de Paris.

## Palmarès
- Championnats du monde d'athlétisme
  -  Médaille d'or aux Championnats du monde d'athlétisme 2001 à Edmonton ( Canada)
  -  Médaille de bronze aux mondiaux en salle 2001 à Lisbonne ( Portugal)
- Championnats d'Europe d'athlétisme
  -  Médaille d'argent aux Championnats d'Europe d'athlétisme 1998 à Budapest ( Hongrie)
  -  Médaille d'argent aux Championnats d'Europe d'athlétisme 2002 à Munich ( Allemagne)
- autres
  - vainqueur de la Golden League 2001
  - vainqueur du Grand Prix IAAF 2001